# José Elías Cury Lambraño
José Elías Cury Lambraño (Corozal, Sucre,24 de marzo de 1924 - Ibidem 7 de febrero de 2007) fue un político, filólogo, escritor, filósofo, docente y políglota colombiano de origen libanés, se dedicó durante más de cincuenta años al estudio sistemático del español hablado en la costa Caribe colombiana, que él llamó costeñol (por ser el español hablado en la costa) y lo elevó a la categoría de dialecto.

## Biografía
Se desempeñó como concejal de Corozal durante varios períodos, fue presidente del cabildo de Corozal, diputado y presidente de la Asamblea Departamental del antes llamado Bolívar grande (hoy Córdoba y Sucre), representante a la Cámara y senador de la República por el departamento de Sucre.

### Profeta y Apóstol del Costeñol
Estudioso incansable de las lenguas vivas y muertas, "Pepe" Elías se destacó no solo por hablar inglés y francés, sino por sus amplios conocimientos de latín y griego, mismas que enseñó en diferentes universidades de Sucre. Este amplio conocimiento lo llevó al estudio sistemático y concienzudo del español hablado en la costa Caribe de Colombia, que él denominó costeñol, el cual elevó a la categoría de dialecto con tres características esenciales: bifronte, bivalente y bidimensional. Como producto de estas inquietudes, el maestro Cury Lambraño concibió su obra cumbre: "El Costeñol. Un dialecto con toda la barba".
En su profundo estudio de la lengua española, José Elías Cury descubrió que, además del costeñol, en Colombia era fácil evidenciar otros dialectos, que él describió someramente en la última edición de su libro "El Costeñol: un dialecto con toda la barba" a los cuales llamó Tochol (español hablado en los Santanderes), Paisol (español hablado en Antioquia y Caldas), entre otros. Como maestro universitario, José Elías Cury Lambraño se dedicó a la enseñanza del idioma en la Universidad de Sucre y CECAR.

## Publicaciones
Entre sus principales escritos están:
- Verbos Irregulares
- Gazafatonario Regional
- Costeñol vs Español
- La Fundación de Sincelejo
- Desembrollando el Embrollo Histórico
- Gíneco-Poemas. Un gramo de poesía y dos gramos de humor
- La Segunda Muerte del Verso